# Bob a Bobek – králíci z klobouku

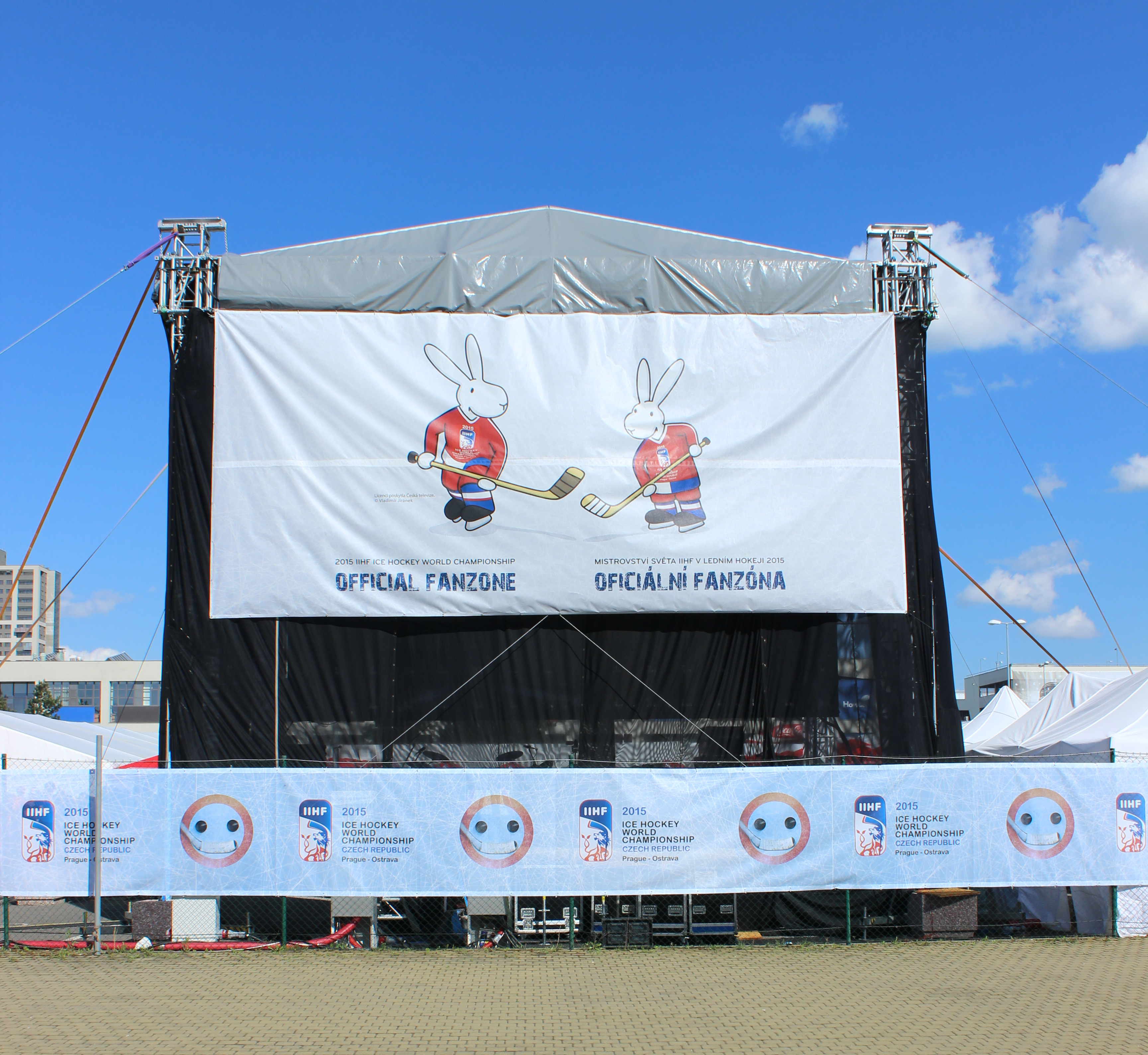
Bob a Bobek jako maskoti na MS v hokeji 2015

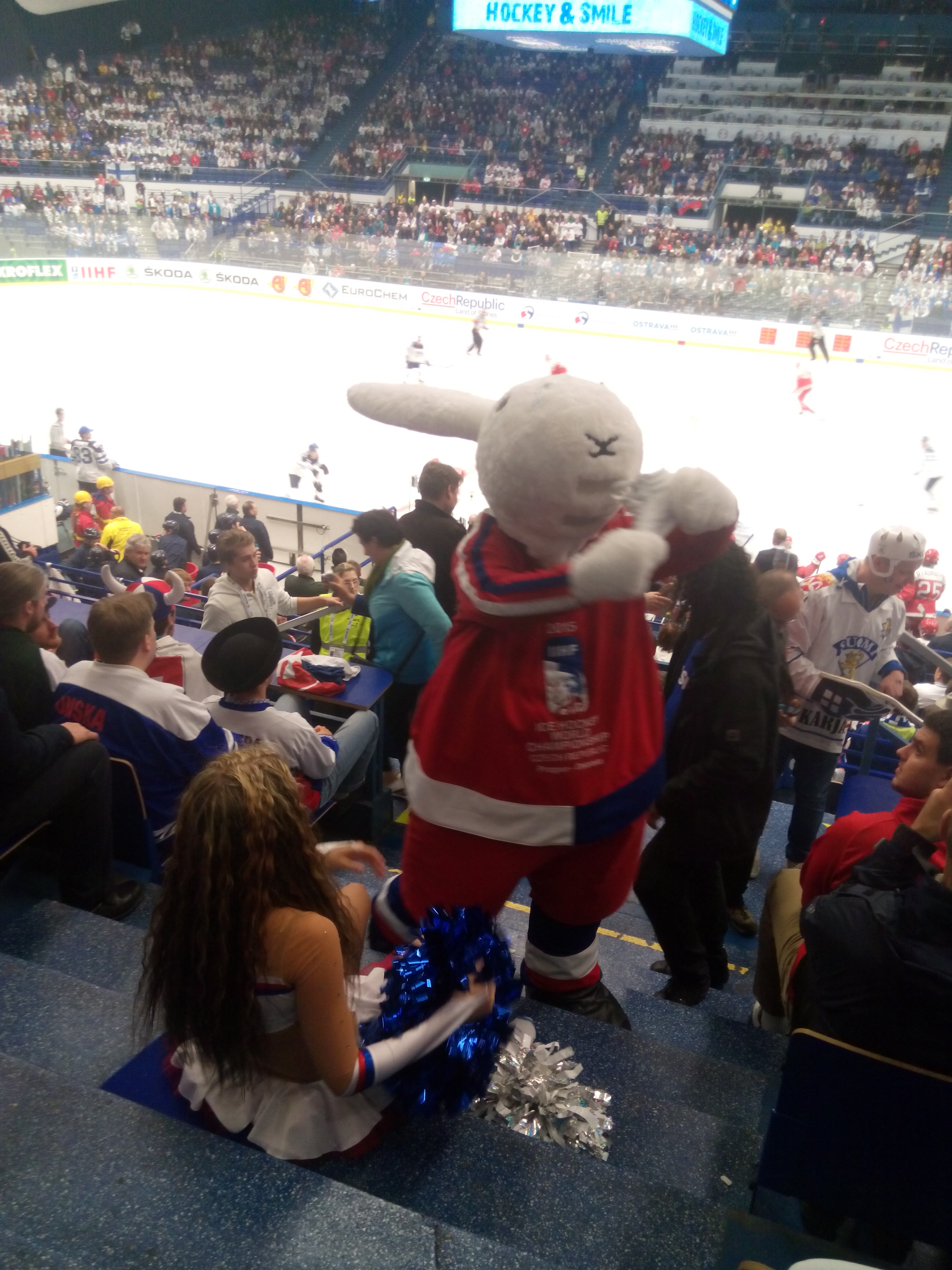
Jeden z králíků jako maskot MS v hokeji 2015

Bob a Bobek – králíci z klobouku je český kreslený večerníček. Od 4. řady byl uváděn název Bob a Bobek na cestách. 91 dílů v osmi řadách jej řadí mezi české večerníčkové seriály největším počtem dílů. Obě postavy se staly maskoty českého MS v ledním hokeji 2015 a MS v ledním hokeji 2024. V prosinci 2024 vyšel první celovečerní film pod názvem Bob a Bobek ve filmu: Na stopě Mrkvojeda.

## Příběh
Bob a Bobek jsou dva králíci, kteří žijí v klobouku, který patřil kouzelníkovi Pokustonovi. Ten klobouk ztratil na louce po cestě na představení. Když se králíci probudili, tak zjistili, že se musí živit sami. Každé ráno tedy vstanou, zacvičí si a jdou si hledat něco na práci. Bob je větší a chytřejší a Bobek je menší a bázlivější.
Oba králíci mají originální nápady, které je ovšem často dostanou do potíží, jež jsou základem komické zápletky. Ačkoli většinou postavy ctí dobré mravy, není seriál moralizující, králíci dělají i neplechu a mají i záporné vlastnosti. Od čtvrté řady je klobouk létací, z Třeboně se s králíky rozlétl do různých částí světa.

## Řady a díly
Natáčení probíhalo mezi lety 1978 až 2005, postupně vzniklo v osmi řadách 91 dílů, což jej řadí mezi večerníčkové seriály s největším počtem dílů.
Autorem kreseb je Vladimír Jiránek, hlas namluvil Josef Dvořák a hudbu složil Petr Skoumal. Režírovali je Václav Bedřich a poté Miroslav Walter a Ivo Hejcman. Na scénářích pracovali Vladimír Jiránek, Jaroslav Pacovský, Jiří Šebánek a poté Pavel Šrut. Slovenské znění namluvil Stano Dančiak a později Peter Rúfus.
První až třetí řadu natočil Krátký film Praha pro ČST. Čtvrtou až osmou řadu natočily Ateliéry Bonton Zlín, od této řady doznala klasická úvodní znělka větších změn.
Navíc byl mezi první a druhou řadou vyrobený silvestrovský speciál Bob a Bobek Grand šou, který se ale po odvysílání v oficiálních distribucích nikdy neobjevil.

## Distribuce

### Bob a Bobek – králíci z klobouku
Poprvé se epizody původního Boba a Bobka z roku 1979 objevily na VHS ve vydání Centra českého videa. Stejně tak i další epizody natočené v 80 a 90. letech. Počátkem 21. století vyšla 3 DVD, rovněž ve vydání Centra českého videa. Na rozdíl od VHS, obsahovali i bonusy ohledně biografie tvůrců. Dalšího vydání se seriál dočkal 4. 5. 2015, kdy kolekci tří DVD vydala Česká televize. Bez bonusů. Tentýž rok 5. 10. vyšel Bob a Bobek v distribuci MagicBoxu na Blu-ray. Silvestrovský speciál vysílaný mezi 1. a 2. sérií se nikdy na VHS ani DVD neobjevil.

### Bob a Bobek – králicí z klobouku (na cestách)
Počátkem 21. století se Ateliéry Bonton Zlín pustily do práce na nových epizodách Boba a Bobka. Tehdy se epizody počítaly jako 4. série. Na VHS se objevilo celkem 5. nových sérií z Bobem a Bobkem. 4. a 5. série se označovala stejně jako série předchozí. Až se 6. sérií se použil název „na cestách“. Distributorem byl nově i právě Bontonfilm, neboť se podílel na tvorbě epizody, zatímco původní epizody vycházely především v distribuci divize Bontonfilmu – Centrum českého videa. I tato divize byla označována za distributora. Později se i tato vyprávění dostala na DVD. Nejprve v plastových obalech, v roce 2007 pak v papírových pošetkách v rámci edice deníku Šíp. DVD obsahovali bonusy v podobě Biografie autorů a některá i hru Puzzle. V roce 2015 se BONTON KIDS a MagicBox rozhodly o znovu vydání těchto vyprávění pod názvem „Bob a Bobek na cestách“. Postupně vycházela od 29. 7. 2015. DVD neobsahovala bonusy a bylo pro ně zavedeno nové číslování. 4. série byla sérií první, 5. zase 2., 6. třetí a tak dále. V roce 2016 pak vyšla kolekce, která obsahovala všechny tyto nově vydané DVD.

### Bob a Bobek – Audionahrávky
Bob a Bobek se kromě klasického večerníčku dočkal i vydání na MC a CD. První MC kazeta byla namluvena 8.-13. 9. 1997 ve studiu MI 91. 1. strana obsahovala příběhy Bob a Bobek z klobouku, Bob a Bobek truhlaří, Bob a Bobek zahradničí, Bob a Bobek v ZOO, Bob a Bobek v restauraci (1. část) a 2. strana Bob a Bobek v restauraci (2. část), Bob a Bobek na horách a Bob a Bobek bojují. Později vyšla nahrávka i na CD. Znělka byla užita z epizod ze 70. Hudební doprovod byl složen ze skladeb užitých v původním seriálu ze 70. a 80. let.
V říjnu 2000 se začala namlouvat nová MC „Bob a Bobek, králíci z klobouku, podruhé.“ a to ve studiu Supraphon Radlice . 1. strana obsahovala příběhy Bob a Bobek z klobouku, Bob a Bobek natírají a Bob a Bobek, králíci pokusní a 2. strana, Bob a Bobek shánějí budíček, Bob a Bobek na pasece a Bob a Bobek na moři. MC vyšlo v říjnu 2001 později i na CD. Znělka a celkově hudební doprovod byl složen ze skladeb ze třetí série seriálu z 90. let.
Třetí a poslední MC byla motivována v té době na VHS vycházející novou sérií epizod s Bobem a Bobkem. A tak vzniklo MC nazvané „Bob a Bobek, králíci z létajícího klobouku“ natočené 2. 9. 2002 ve ADK, Praha. 1. strana obsahovala příběhy Jak to všechno začalo, Tornádo Bob a Bob a Bobek – hvězdy reklamy a 2. strana obsahovala příběhy Bob a Bobek v supermarketu aneb Šťastná třináctka, Cesta na jih a Africká rychlá rota. Šlo tak o první MC s Bobem a Bobkem, kdy ti dva králíci nebyli zmíněny v názvu příběhů. MC vyšla konce roku 2002, CD pak v roce 2004. Znělka i hudba byla užita ze stejného seriálu, kde vzalo MC a CD inspiraci, tehdy ještě Bob a Bobek – králíci z klobouku 4. a 5. série. 21. 3. 2014 Supraphon vydal kompletní kolekci těchto tří audio příběhů s Bobem a Bobkem na CD.

### Bob a Bobek – na internetu
Původní 3. série se dají zhlédnout na internetu, nikoliv však od oficiálních autorů. Většinou jde o nahrávky z televize, někdy i o kopie z DVD. Jsou také dohledatelné epizody namluvené slovensky. Především ty ze 3. série. Na internetu je také možno dohledat silvestrovský speciál Bob a Bobek – Grandšou. Epizody z dílny Ateliérů Bonton Zlín se dočkala oficiálního vydání na youtube kanále BONTON KIDS. Zde je možné dohledat všechny epizody, některé (především ty nejnovější) však nejsou technicky na výši a často přeskakuje obraz a zvuk. Na tomto kanálu je možné zhlédnout seriál i v angličtině.

### Bob a Bobek – literatura
Kromě televizního seriálu existuje o postavách také několik knih. Jsou to Bob a Bobek, králíci z klobouku
(1980), Bob a Bobek – Na letišti (1980), Bob a Bobek v létajícím klobouku (2003), Bob a Bobek hrají hokej (2015), Bob a Bobek jedou na hory (2015), Bob a Bobek na cestách (2015), Bob a Bobek – Králíci z klobouku (2017), Bob a Bobek: Na návštěvě (2018) a Bob a Bobek (2021).

## Obsah dílů

### Epizoda 1–01 – Na ulici
Bob a bobek uklízejí na ulici jako metaři. Bobek to trochu šidí už cestou do práce. Za chvíli je vzduch plný prachu a Bob nařkne Bobka, že práší, a strhne se hádka a mela. Králíci se honí a šermují košťaty. Zastaví je až přišedší zaměstnavatel, který jim řekne, že nedostanou prémie, když chodník nebude jako zrcadlo. Králíci chodník dokonale vydrhnou, až klouže, takže jejich zaměstnavatel uklouzne a králíci musejí utéct. Druhý pokus dopadne rovněž špatně, chodec šlápne na hadr a hlavou spadne do kbelíku. Králíci ho nakonec palicí vyprostí ven, ale musí utíkat. Do třetice uklízejí před bankou, kde si všimnou podezřelých mužů, z kterých se nakonec vyklubou bankovní lupiči. Pomocí nastavených hadrů zúročí svůj druhý incident a oba lupiči končí hlavou v kýblu. Jsou zatčeni a králíci dostanou finanční odměnu, za kterou si nakoupí zmrzlinu a zbytek se rozhodnou uspořit.
- Námět a scénář: Vladimír Jiránek, Josef Pacovský, Jiří Šebánek
- Technický scénář: Václav Bedřich
- Dramaturg: Irena Povejšilová
- Animace: Růžena Brožková
- Kamera: Dana Olejníčková, Jaroslav Forman
- Střih: Jiřina Pěčová
- Zvuk: Benjamin Astrug
- Výroba: Zdenka Deitchová
- Vypráví: Josef Dvořák
- Hudba: Petr Skoumal
- Výtvarník: Vladimír Jiránek
- Výtvarná spolupráce: Bohumil Šiška
- Režie: Václav Bedřich
- Zpracovaly: Filmové laboratoře Praha Barrandov
- Vyrobil:Krátký film Praha, studio Bratři v Triku
- Pro: Hlavní redakce vysílání pro děti a mládež Československé televize
- Copyright: Československá televize HR VDM
- Rok: 1978

### Epizoda 1–02 – Na zahradě
Nejdříve oba králíci postupně šlápnou na odložené hrábě a ten druhý je musí křísit vodou. Pak zjistí, že jejich pole se salátem je celé zvadlé, jdou ho kropit – ustrašený Bobek se nejdříve bojí hadice, protože si ji splete z hadem, a pak se pohádají o to, kdo bude kropit, za chvíli zase, kdo se bude houpat na houpačce. V obou případech se ale hned dohodnou na kompromisu. Za chvíli jejich houpání přeruší divný zvuk a oni zjistí, že jim zelí žerou housenky. Nejdříve se snaží přesvědčit špačka, aby je vyzobal, ale ten odmítne s tím, že má konzervované od loňska. Potom uvidí obrovské hejno ptáků, zavolají na ně a ti se na pole vrhnou a všechno vyzobají. Zelí je ale nakrouhané na kousíčky, králíci ho tedy musí naložit do sudů a šlapat a šlapat… až do usnutí Bobka, kterého Bob odnese do klobouku. Závěrečné typické mávání z klobouku tedy pro tentokrát obstará Bob sám.
- Námět a scénář: Vladimír Jiránek, Josef Pacovský, Jiří Šebánek
- Technický scénář: Václav Bedřich
- Dramaturg: Irena Povejšilová
- Animace: Růžena Brožková, Libuše Čihařová, Irena Jandová, Oldřich Haberle
- Kamera: Dana Olejníčková, Jaroslav Forman
- Střih: Jiřina Pěčová
- Zvuk: Benjamin Astrug
- Výroba: Zdena Deitchová
- Vypráví: Josef Dvořák
- Hudba: Petr Skoumal
- Výtvarník: Vladimír Jiránek
- Výtvarná spolupráce: Bohumil Šiška
- Režie: Václav Bedřich
- Zpracovaly: Filmové laboratoře Praha Barrandov
- Vyrobil:Krátký film Praha, studio Bratři v Triku
- Pro: Hlavní redakce vysílání pro děti a mládež Československé televize
- Copyright: Československá televize HR VDM
- Rok: 1978

### Epizoda 1–03 – S koloběžkou
Bob dnes musel svého malého kamaráda Bobka postříkat vodou, aby jej vůbec dostal z pelechu. A jak tak jdou za dobrodružstvím, potkají malého chlapečka, jak si to pádí na koloběžce. Je jisté, že chlapečkovi oba závidí a sotva jej dojdou, ten nechá válet koloběžku a vyráží autem. Králíci se začnou o koloběžku přetahovat, až ji rozbijí. A protože jsou machři na všechno, spraví ji a jezdí s větrem o závod. Sem tam přiletí nějaký šrám, támhle se zase Bobek topí v rybníku. Na koloběžce jim to jde tak dobře, že popudí klidného pejska, z kterého se rázem stane zuřivý pes a ten Boba a Bobka pěkně prožene. Kolem zrovna probíhá závod aut, do kterého se králíci zamíchají a stanou se vítězi, po zásluze dostanou věnec. Ale už dobíhá pes, který má stále boudu na řetězu...
- Námět a scénář: Vladimír Jiránek, Josef Pacovský, Jiří Šebánek
- Technický scénář: Václav Bedřich
- Dramaturg: Irena Povejšilová
- Animace: Růžena Brožková, Libuše Čihařová, Irena Jandová, Oldřich Haberle
- Kamera: Dana Olejníčková, Jaroslav Forman
- Střih: Jiřina Pěčová
- Zvuk: Benjamin Astrug
- Výroba: Zdena Deitchová
- Vypráví: Josef Dvořák
- Hudba: Petr Skoumal
- Výtvarník: Vladimír Jiránek
- Výtvarná spolupráce: Bohumil Šiška
- Režie: Václav Bedřich
- Zpracovaly: Filmové laboratoře Praha Barrandov
- Vyrobil:Krátký film Praha, studio Bratři v Triku
- Pro: Hlavní redakce vysílání pro děti a mládež Československé televize
- Copyright: Československá televize HR VDM
- Rok: 1978

### Epizoda 1–04 – Truhláři
Je krásné ráno, je čas, aby králíci vylezli z klobouku na pořádnou rozcvičku, kterou Bobek vždy odflákne. Když se Bobek konečně rozhýbá a vyleze, vydá se s Bobem na cestu pomáhat potřebným. Opeřencům postaví a upevní budku na strom, která spadne a rozpadne se. Když ptáci na truhláře křičí do fušerů, je jim stydno, ale od práce je to neodradí a nabídnou se pejskovi, že mu postaví jeho psí boudu. Oba tušili co přijde a přidali do kroku. Když nikdo s jejich prací není spokojen, rozhodnou se, že si postaví pro sebe králíkárnu. Zde poznají, že truhlařina není oborem pro ně a že se raději spokojí s osvědčeným kloboukem...
- Námět a scénář: Vladimír Jiránek, Josef Pacovský, Jiří Šebánek
- Technický scénář: Václav Bedřich
- Dramaturg: Irena Povejšilová
- Animace: Růžena Brožková, Libuše Čihařová, Irena Jandová
- Kamera: Dana Olejníčková
- Střih: Jiřina Pěčová
- Zvuk: Benjamin Astrug
- Výroba: Zdena Deitchová
- Vypráví: Josef Dvořák
- Hudba: Petr Skoumal
- Výtvarník: Vladimír Jiránek
- Výtvarná spolupráce: Bohumil Šiška
- Režie: Václav Bedřich
- Zpracovaly: Filmové laboratoře Praha Barrandov
- Vyrobil:Krátký film Praha, studio Bratři v Triku
- Pro: Hlavní redakce vysílání pro děti a mládež Československé televize
- Copyright: Československá televize HR VDM
- Rok: 1978

### Epizoda 1–05 – U pumpy
Protože práce šlechtí a Bobkovi se věčně nechce vylézt z vyhřátého klobouku, Bob musí vždy vymyslet nějaký fígl, jak malého kamaráda dostat ven z klobouku. A protože je prasátko prázdné, dnes žádná snídaně nebude. Dojdou k benzínové pumpě, kde měli se šéfem domluvenou brigádu a ten na ně hned zhurta „pánové, měli byste sebou mrsknout“. A ti jsou šikovní, myši z motoru vymetou, dofoukají gumy, umyjí světla a okna u aut, a proto se jim sypou penízky do prasátka. Všechno probíhá dobře až do chvíle, kdy zastaví bourák a vystoupí divný pán v plášti. Ukradne prasátko, které potom ukryje v kufru, a protože jej Bobek odhalil, skončil rovněž v kufru. Naštěstí si této situace všiml Bob a ten zmobilizoval šéfa, který nastartoval auto a dal se do pronásledování únosce. A protože ten únosce jel jako blázen, Bobek vypadl z kufru a ten hned vyrazil na tržnici, kde nakoupil mrkev, které bylo dost ke snídani, k obědu a zbude i na večeři. Únosce dohonila policie a nasadili mu klepeta. Všichni jsou spokojení a unavený Bobek se již těší na spánek do klobouku...
- Námět a scénář: Vladimír Jiránek, Josef Pacovský, Jiří Šebánek
- Technický scénář: Václav Bedřich
- Dramaturg: Irena Povejšilová
- Animace: Růžena Brožková, Libuše Čihařová, Jaroslava Blagoevová
- Kamera: Dana Olejníčková, Jaroslav Forman
- Střih: Jiřina Pěčová
- Zvuk: Benjamin Astrug
- Výroba: Zdena Deitchová
- Vypráví: Josef Dvořák
- Hudba: Petr Skoumal
- Výtvarník: Vladimír Jiránek
- Výtvarná spolupráce: Bohumil Šiška
- Režie: Václav Bedřich
- Zpracovaly: Filmové laboratoře Praha Barrandov
- Vyrobil:Krátký film Praha, studio Bratři v Triku
- Pro: Hlavní redakce vysílání pro děti a mládež Československé televize
- Copyright: Československá televize HR VDM
- Rok: 1978

### Epizoda 1–06 – Na bruslích
Že jste nikdy neviděli králíka na bruslích? To Bob s Bobkem také ne, a proto neodolají a jdou do toho. A protože jdou do všeho naplno, k večeru jsou rádi, že dovlečou své utahané tlapky ke klobouku a unavený Bob se již těší na spánek do klobouku...
- Námět a scénář: Vladimír Jiránek, Josef Pacovský, Jiří Šebánek
- Technický scénář: Václav Bedřich
- Dramaturg: Irena Povejšilová
- Animace: Růžena Brožková, Libuše Čihařová, Jaroslava Blagoevová, Věra Kudrnová
- Kamera: Dana Olejníčková, Jaroslav Forman
- Střih: Jiřina Pěčová
- Zvuk: Benjamin Astrug
- Výroba: Zdena Deitchová
- Vypráví: Josef Dvořák
- Hudba: Petr Skoumal
- Výtvarník: Vladimír Jiránek
- Výtvarná spolupráce: Bohumil Šiška
- Režie: Václav Bedřich
- Zpracovaly: Filmové laboratoře Praha Barrandov
- Vyrobil:Krátký film Praha, studio Bratři v Triku
- Pro: Hlavní redakce vysílání pro děti a mládež Československé televize
- Copyright: Československá televize HR VDM
- Rok: 1978

### Epizoda 1–07 – Na stavbě
Bob od Bobka moc často neslyší, že je vyspalý a že by mohli vyrazit na výlet. A protože je po cestě začaly bolet nohy, začali stopovat. Zastaví jim teprve náklaďák s pískem, který je odveze na stavbu. A zde se již rozčiluje pan mistr „co vy tady vyvádíte, hajdy do práce!“ Nejdříve začnou rovnat cihly, poté házet písek na pás, který vede až k míchačce. Stavařina je pro králíky těžká práce, mistrovi se nelíbilo, že zlomili lopatu a dá se je pronásledovat. Bob a Bobek se skryjí v trubkách a mohou pozorovat dva maskovaný zloděje, kteří přelezli plot a přišli vykrást pokladnu. Bob a Bobek spustí bagr, kterým zloděje i s pokladnou naberou do lžíce. Další už je na zvážení pana mistra, oni udělali, co bylo potřeba a již chtějí jít spát...
- Námět a scénář: Vladimír Jiránek, Josef Pacovský, Jiří Šebánek
- Technický scénář: Václav Bedřich
- Dramaturg: Irena Povejšilová
- Animace: Růžena Brožková, Libuše Čihařová, Jaroslava Blagoevová, Věra Kudrnová
- Kamera: Dana Olejníčková, Jaroslav Forman
- Střih: Jiřina Pěčová
- Zvuk: Benjamin Astrug
- Výroba: Zdena Deitchová
- Vypráví: Josef Dvořák
- Hudba: Petr Skoumal
- Výtvarník: Vladimír Jiránek
- Výtvarná spolupráce: Bohumil Šiška
- Režie: Václav Bedřich
- Zpracovaly: Filmové laboratoře Praha Barrandov
- Vyrobil:Krátký film Praha, studio Bratři v Triku
- Pro: Hlavní redakce vysílání pro děti a mládež Československé televize
- Copyright: Československá televize HR VDM
- Rok: 1978

### Epizoda 1–08 – Ve vzduchu
Venku se dalo do stálého deště, a protože Bobek otálel se vstáváním, klobouk byl za chvíli plný vody a Bobek křičí o pomoc, protože se topí. Pomohla vývrtka, která udělala dírku a voda vytekla. Začali oba s deštníkem tančit a brzy poznali, že spadli ze srázu, ale poté přímo letěli a spadli na boudu nudícího se zlého psa, který si to nenechal líbil a ty králíky málem uštval. Pes jim vzal deštník, ale oni vymysleli na něj chyták, jak jej s kostí napálit. Opakovaným plachtěním spadli a probourali střechu chalupy a lidi vybíhali a lamentovali. Když se situace uklidnila, Bobek si začal hrát na stíhačku, ale Bob mu musel jít na pomoc, protože Bobka napadl sup. A po takovém úsilí byli rádi, že mohli ulehnout ke spánku, v klobouku...
- Námět a scénář: Vladimír Jiránek, Josef Pacovský, Jiří Šebánek
- Technický scénář: Václav Bedřich
- Dramaturg: Irena Povejšilová
- Animace: Růžena Brožková, Libuše Čihařová, Jaroslava Blagoevová, Věra Kudrnová
- Kamera: Dana Olejníčková, Jaroslav Forman
- Střih: Jiřina Pěčová
- Zvuk: Benjamin Astrug
- Výroba: Zdena Deitchová
- Vypráví: Josef Dvořák
- Hudba: Petr Skoumal
- Výtvarník: Vladimír Jiránek
- Výtvarná spolupráce: Bohumil Šiška
- Režie: Václav Bedřich
- Zpracovaly: Filmové laboratoře Praha Barrandov
- Vyrobil:Krátký film Praha, studio Bratři v Triku
- Pro: Hlavní redakce vysílání pro děti a mládež Československé televize
- Copyright: Československá televize HR VDM
- Rok: 1978

### Epizoda 2–01 – Za rohem
V této epizodě si chtějí králíci na začátku koupit zmrzlinu. Nemají ale peníze a tak hledají různé způsoby, jak si vydělat. Nejdříve narazí na nárožního lupiče, kterého vyděsí, takže uteče a zanechá po sobě kyj. Králíci si nejdříve zkoušejí práci „muže za rohem“, ale omráčí akorát sami sebe. Pak se neúspěšně snaží vydělat peníze poctivou prací, ale pokaždé se jim to nějak nezdaří: v hospodě myjí nádobí, které rozbijí; skládají cihly, které také rozbijí; myjí výlohu, kterou rovněž zničí. Nakonec se připletou opět k zmrzlináři, který je požádá, aby mu pohlídali stánek. Králíci odolají pokušení vzít si zmrzlinu zdarma, místo toho obslouží školní autobus, který ke stánku přijede. Navrátivší se zmrzlinář jim za to daruje po dvou zmrzlinách, takže nakonec se jim podařilo dosáhnout toho, po čem toužili.
- Námět a scénář: Vladimír Jiránek, Josef Pacovský, Jiří Šebánek
- Technický scénář: Václav Bedřich
- Dramaturg: Irena Povejšilová
- Animace: Jaroslava Blagoevová, Růžena Brožková, Václav Bedřich
- Kamera: Eva Kargerová, Zdeněk Kovář
- Střih: Jiřina Pěčová
- Zvuk: Benjamin Astrug
- Výroba: Zdena Deitchová
- Vypráví: Josef Dvořák
- Hudba: Petr Skoumal
- Výtvarník: Vladimír Jiránek
- Výtvarná spolupráce: Bohumil Šiška
- Režie: Václav Bedřich
- Zpracovaly: Filmové laboratoře Praha Barrandov
- Vyrobil:Krátký film Praha, studio Bratři v Triku
- Pro: Hlavní redakce vysílání pro děti a mládež Československé televize
- Copyright: Československá televize HR VDM
- Rok: 1985

## Filmová adaptace
Filmová adaptace vyšla 5. prosince 2024 pod názvem Bob a Bobek ve filmu: Na stopě Mrkvojeda a režírovali Miroslav Zachariáš a Ondřej Pecha.